# Grysjön, Medelpad
Grysjön är en sjö i Timrå kommun i Medelpad och ingår i Gådeån-Indalsälvens kustområde. Sjön är 5 meter djup, har en yta på 0,0886 kvadratkilometer och är belägen 136,8 meter över havet. Sjön avvattnas av vattendraget Norrån.

## Delavrinningsområde
Grysjön ingår i det delavrinningsområde (694110-159196) som SMHI kallar för Inloppet i Storsjön. Medelhöjden är 122 meter över havet och ytan är 11,05 kvadratkilometer. Det finns inga avrinningsområden uppströms utan avrinningsområdet är högsta punkten. Avrinningsområdets utflöde Norrån mynnar i havet. Avrinningsområdet består mestadels av skog (91 procent). Avrinningsområdet har 0,15 kvadratkilometer vattenytor vilket ger det en sjöprocent på 1,3 procent.